# Török irodalom

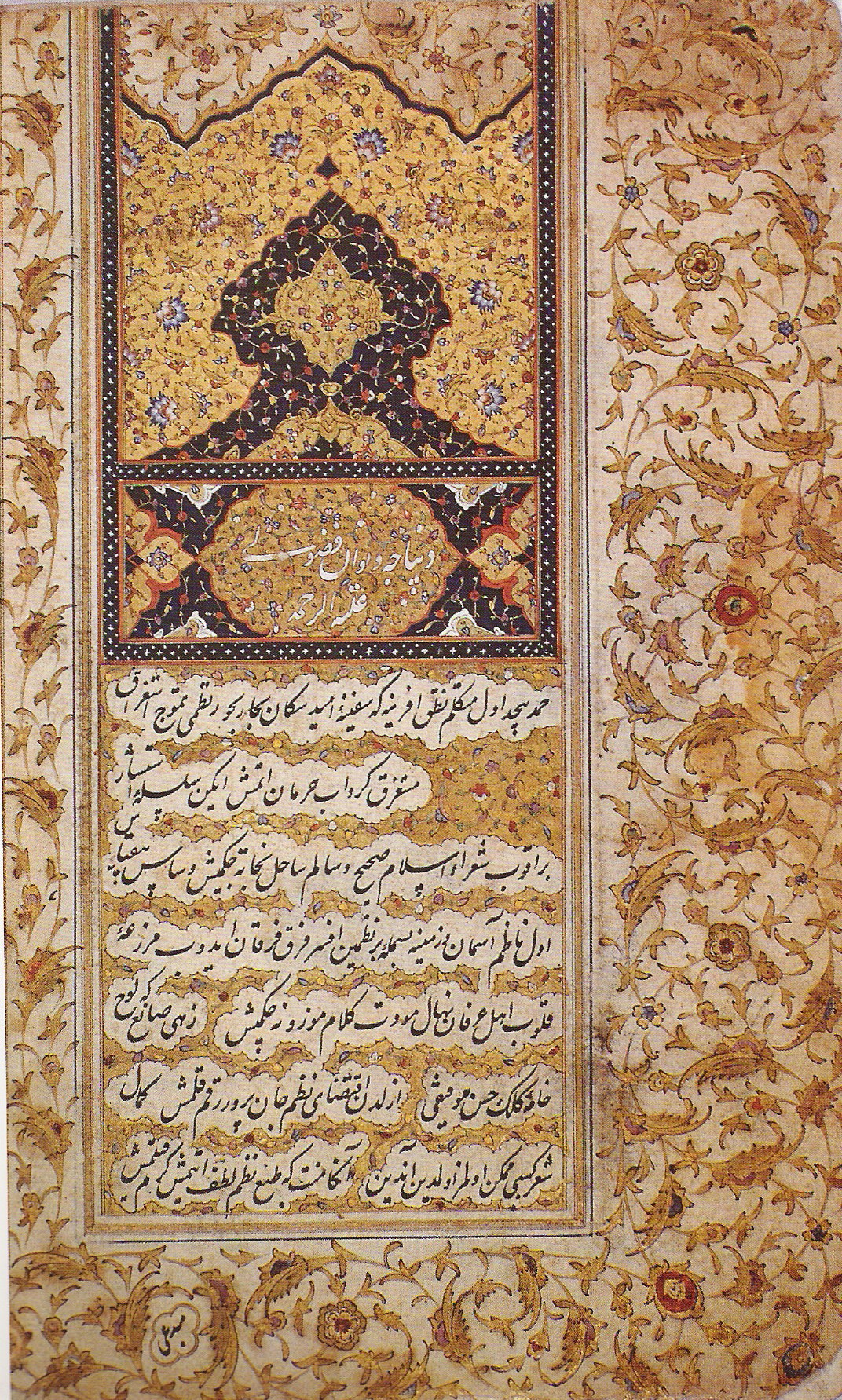
A Dîvân-ı Fuzûlî, Fuzûlî oszmán költő összegyűjtött verseiből álló kötet egyik oldala

A török irodalom (törökül: Türk edebiyatı vagy Türk yazını) azoknak az irodalmi műveknek az összességét jelenti, amelyek egyrészt az Oszmán Birodalomban használt, perzsa illetve arab nyelvek hatása alatt álló klasszikus oszmán-török nyelven, másrészt a később megreformált török nyelven jöttek létre. Írásbelisége előbb az oszmánok által preferált perzsa-arab ábécé egy változatán alapult, 1928 óta pedig a latin ábécét használják.
A török (türk) nyelvek irodalma csaknem 1500 évet ölel fel. A legrégebbről ismert írott türk nyelvű szövegek azok az orkhon vagy türk feliratok, melyeket Közép-Mongóliában, az Orhon-völgyben találtak, és keletkezésük ideje a 8. századra tehető. A 9. és 11. század között születhettek azok az epikus művek, melyeket a közép-ázsiai nomád török népek adtak át egymásnak szájhagyomány útján, mint például a Dede Korkut könyve, az oguz-törökök regéje, valamint a Manasz, a kirgizek őseposza.
Amikor a szeldzsukok – a mai törökök ősei – a 11. században letelepedtek Anatóliában, a szájhagyomány után az írásbeliség is megjelent műveltségükben. Kezdetben sok motívumot, témakört és műfajt vettek át az arab és a perzsa irodalomból. 900 éven keresztül, egészen az Oszmán Birodalom összeomlásáig az írott és szájhagyomány útján terjedő irodalmi tradíciók élesen elváltak egymástól, s csak a Török Köztársaság létrejötte után kerültek közelebb egymáshoz.
A mai török irodalom legismertebb alakja Orhan Pamuk Nobel-díjas író. A török irodalom első jelentős török költőnője Nigâr Hanım, akinek édesapja a magyar szabadságharc emigránsa volt.

## A török irodalom hagyományai
A török irodalom sokáig két különböző hagyományra épült, melyek nem befolyásolták egymást egészen a 19. századig. Az egyik a népköltészet, a másik a szépirodalom.
A két hagyomány közötti legszembetűnőbb különbség, hogy a népköltészetben nem érvényesültek sem az írott irodalomra oly jellemző perzsa és arab nyelvi elemek, sem a perzsa és arab irodalmi hagyományok. A népköltészetben, mely kétségkívül a domináns műfaj, ez kétféleképpen nyilvánul meg:
- a török népköltészetben gyakoribb az időmértékes verselés, míg az írott irodalomban inkább az ütemhangsúlyos verselés a jellemző;
- a szájhagyomány útján terjedő népköltészetben használt versszak 4 soros (dörtlük), míg az írott költészetben használatos kétsoros (beyit).

A török népköltészet mindig kötődött a zenéhez, a legtöbb költemény eleve dalhoz íródott, így tulajdonképpen a népköltészet elválaszthatatlan lett a török népzenétől.
Az úgynevezett török szépirodalom a köztársaság alapítása előtt erősen a perzsa és az arab irodalom befolyása alatt állt. Ez egészen a szeldzsukok idejéig visszavezethető, amikor az üzleti élet hivatalos nyelve a perzsa volt, és például a 13. században uralkodó Ala ad-Din Kay Qubadh szultán udvari költője, Dehhanî, illetve a szúfi költő, tanító Dzsalál ad-Dín Rúmí (ismertebb nevén Mevlana) által használt nyelvezetben is erősen észrevehető a perzsa hatás.
Mikor a 14. században létrejött az Oszmán Birodalom, ugyanezt a hagyományt folytatták. A leginkább használt versformákat vagy közvetlenül a perzsáktól kölcsönözték, vagy az araboktól. Ez két nagyon fontos következménnyel járt:
- átvették a perzsa versmértéket (aruz)
- perzsa illetve arab jövevényszavak kerültek át a nyelvbe nagy számban, mivel a török szavak nem illeszkedtek a perzsa versmértékbe

Ennek köszönhetően született meg az oszmán-török nyelv, mely élesen különbözik a köznép által beszélt hagyományos török nyelvtől. A perzsa és arab befolyás alatt álló török irodalmat divan-irodalomnak (divan edebiyati) is nevezik, a dîvân (ديوان) szó az oszmán-török nyelvben a költő összes művét jelöli.
Ahogy a török népköltészet és népdal szorosan kötődnek egymáshoz, az oszmán divánköltészet is szorosan kapcsolódik a klasszikus oszmán zenéhez: a versek gyakran szolgáltak dalszövegként.

## Népköltészet

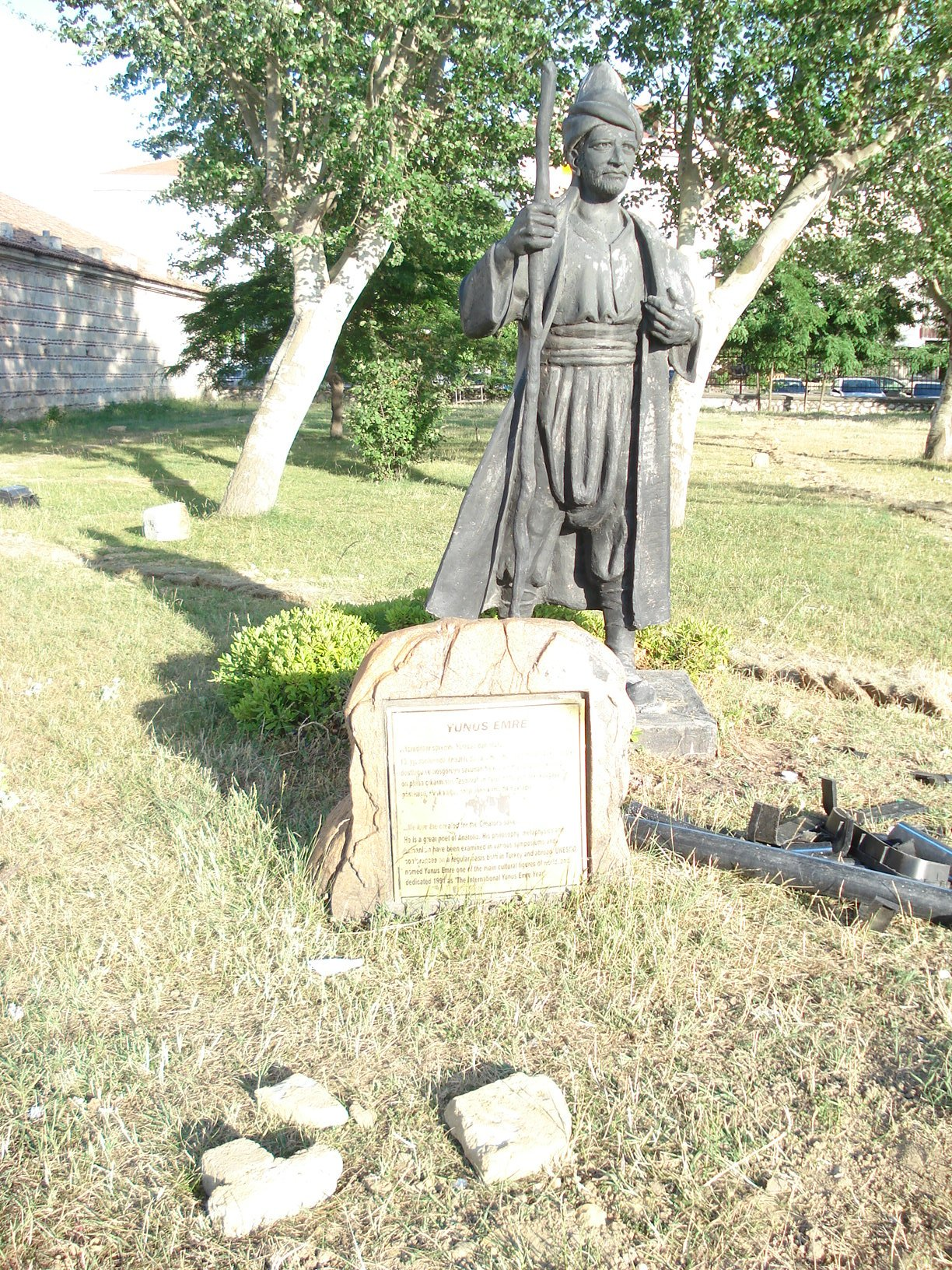
Yunus Emre szobra

A török népköltészet szóbeli, közép-ázsiai nomád hagyományokon alapszik, témáját tekintve azonban már a letelepedett törzsek problémáival foglalkozik. Az egyik ilyen példa Keloğlan történetei. Keloğlan egy fiatal férfiember, aki képtelen magának megfelelő feleséget találni, problémái vannak a családjával és a szomszédaival. Egy másik kiváló példa Naszreddin Hodzsa tréfás történetei: az idős tanítómester (hoca) szomszédait és ismerőseit tréfálja meg, történetei általában morális tanulságot hordoznak.
Naszreddin történetei más szempontból is fontosak. Ezek az elbeszélések már akkor születtek, amikor a törökök kapcsolatba kerültek az iszlámmal: Naszreddin ugyanis egy imám. A törökök a kilencedik illetve tizedik század környékén ismerték meg az iszlámot, ahogy azt Júszuf Hássz Hádzsib Balaszagúní, az első muszlim török dinasztia, a Karahanidák írójának Kutadgu Bilig (A boldogságra vezető tudás) című művében olvashatjuk. A vallás, különösen a szúfi és a síita ág, nagy hatást gyakorolt az irodalomra is. A szúfi befolyást Yunus Emre 13. századi költő munkáiban is megfigyelhetjük. A sííta gondolatok az európai bárdokhoz hasonló úgynevezett aşık-ok vagy ozanok verseiben is jelen van. Az aşıkok erősen kötődtek az alevi rendhez. Fontos azonban megjegyezni, hogy Törökországban az iszlám rendek között nincs pontos határvonal, ami megmutatkozik például abban is, hogy bár Yunus Emrét alevinek tartják, munkásságban jelen vannak a bektasi szúfi rend jellemzői is, a bektasi maga pedig szúfi és sííta koncepciók keverékén alapszik.

### Epika
A török epika közép-ázsiai, oguz török hagyományokon alapszik. A török népek egyik mitikus tárgyú ősi eposza az Ak Köbök, melyet erős szálak fűznek az oguz-török irodalomhoz is. Az első fontos mű a török elbeszélés történetében a Dede Korkut könyve. Legalább ilyen fontossággal bír a Köroğlu-történet, mely Rüşen Ali (Köroğlu – „a vak ember fia”) történetét meséli el, aki bosszút akar állni apja megvakításáért. Egyesek szerint a történet valamikor a 15. és 17. század  között keletkezhetett, más források szerint azonban egyidős a Dede Korkut könyvével, azaz 11. századi. A megítélést bonyolultabbá teszi a tény, hogy a Köroğlu név egy aşık költőt is jelöl egyben.
A török epikus irodalom hagyományát olyan költők ápolták később, mint Nâzım Hikmet, aki 1936-ban írt elbeszélő költeményt Şeyh Bedreddin Destanı (Bedreddin sejk) címmel. A költemény egy anatóliai sejk lázadását mutatja be I. Mehmed szultán ellen.  Yaşar Kemal 1955-ben íródott İnce Memed (Sovány Mehmet) című regényét pedig modern prózai eposzként is emlegetik.

### Népköltészet
A török népköltészetet erősen befolyásolták az iszlám szúfi és sííita rendek hagyományai, az uralkodó versforma pedig a dal volt. A török költészet hatalmas lendületet kapott, amikor Karamanoğlu Mehmet Bey 1277-ben a török nyelvet tette meg a karamanida állam hivatalos nyelvévé. A kor jeles költői voltak Yunus Emre, Sultan Veled és Şeyyâd Hamza.
A török népköltészetnek két nagy ága van:
- az aşık/ozan hagyomány, mely nagyrészt szekuláris alapokon nyugszik;
- a kimondottan vallásos költészet (tekke-költészet), melynek neve a szúfi, illetve sííta rendek gyülekezőhelyeiről, a tekkékből (kolostor) származik.

#### Azaşıkok
Az aşık / ozan  költők nagy részének kiléte homályba merül, mivel egészen a 19. századig a tradíció – szóbeli jellegéből fakadóan – anonim volt. Néhány költő neve azonban fennmaradt, például a 16. századi Köroğlu, az 1600-as években élt Karacaoğlan, vagy  Dadaloğlu (1785?–1868?), aki talán az utolsó nagy aşık volt, mielőtt a tradíció hanyatlásnak indult a 19. század küszöbén. Az aşıkok valójában vándorbárdok voltak, akik keresztül-kasul bejárták Anatólia vidékeit és a mandolin-szerű  bağlamán játszva énekelték dalaikat. A 20. században az aşık-tradíció újjáéledt, olyan kiváló előadókkal, mint Aşık Veysel Şatıroğlu (1894–1973), Aşık Mahzuni Şerif (1938–2002), Neşet Ertaş (1943–) és mások.

#### Tekke-költészet
A vallásos költészet (tekke-költészet) és az aşık-tradíció között az egyetlen hasonlóság, hogy ezeket a költeményeket is eredetileg éneklésre szánták, leginkább vallásos összejövetelek alkalmából. Ebben a tekintetben hasonlítanak a nyugaton ismert himnuszokhoz vagy egyházi énekekhez (törökül ilahi). A legnagyobb különbség az aşık-tradícióval összehasonlítva az, hogy a tekke-költeményeket kezdetektől fogva lejegyezték. Ennek legfőbb oka, hogy a költemények a kolostorban íródtak, ahol a szúfi, illetve síita vallásos személyek írástudóak voltak, míg az aşıkok legtöbbször sem írni, sem olvasni nem tudtak. A legnagyobb vallásos költőnek Yunus Emrét tartják (1240? – 1320?); fontos megemlíteni még Süleyman Çelebi (? – 1422) nevét, aki a népszerű Vesîletü'n-Necât (وسيلة النجاة „Az üdvözülés útja”, ismertebb nevén Mevlid) című költeményt írta, mely Mohamed próféta születéséről szól. Népszerű költő volt még Kaygusuz Abdal (1397 – ?), akit az alevi/bektasi irodalom alapítójának tartanak, valamint Pir Sultan Abdal (? – 1560), akit szintén nagyra tartanak.

### Folklór

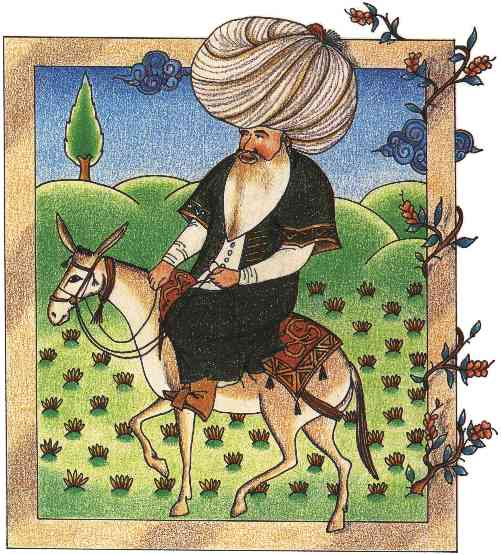
Naszreddin hodzsa

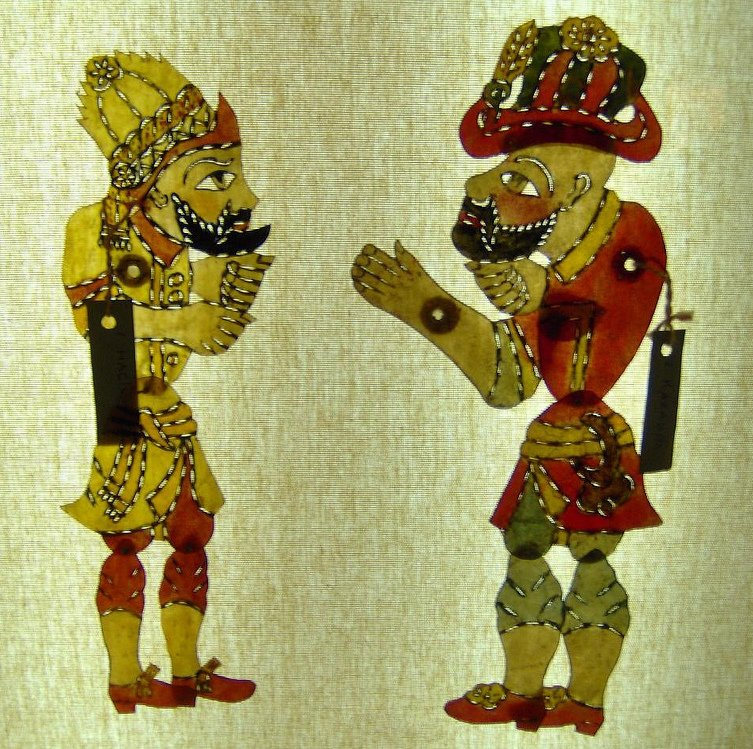
Karagöz figurák

A török nyelvű folklór – népmesék, tréfák, legendák – igen gazdag. A legnépszerűbb népmesei figura Naszreddin, vagy Naszreddin hodzsa, több ezer tréfás mese főszereplője, aki sajátos bölcseleteivel okítja a körülötte élőket:
Egy nap a szomszéd megkérdezte Naszreddin hodzsát: „Hodzsa, van-e néked negyvenéves eceted?” – „Ó igen, van” – válaszolta Naszreddin. – „Vehetek-é belőle?” - kérdezte a szomszéd. „Kenőcsöt készítenék”. „Nem, sajnos nem adhatok” – felelte Naszreddin. „Ha mindenkinek adtam volna a negyvenéves ecetemből, most nem lenne negyvenéves az ecetem, ugyebár?”
A Naszreddin-tréfákhoz hasonlóak az úgynevezett bektasi-tréfák, melyek főszereplője a vallásos bektaşi-rend egyik képviselője (akit egyszerűen csak Bektaşinak neveznek). A történetek gyakran szokatlan, az iszlám és a hagyományos társadalmi szokásoknak ellentmondó bölcsességet adnak át.
A török folklór egyik népszerű eleme a Karagöz, azaz az árnyékszínház. A történetek főszereplője Karagöz, a tudatlan falusi paraszt, és Hacivat, a tanultabb városlakó. A legendák szerint a szereplők a 14. században élt két munkást formáznak meg, akik egy dzsámi vagy palota építkezésén dolgoztak, de munka helyett inkább a többi munkást szórakoztatták történeteikkel, ezért lefejezték őket.

## Oszmán irodalom
Az oszmán irodalom két fő írott műfaja a vers és a próza. A kettő közül a vers, az úgynevezett diván-költészet a domináns. Ezenfelül a 19. századig az oszmán irodalomban tulajdonképpen nem létezett a fikció fogalma, így például nem írtak az európai irodalmakban megszokott novellák és regények műfajában.

### Diván-költészet

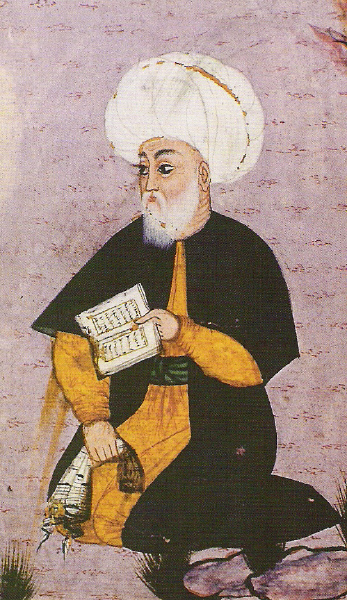
Fuzûlî, a költő

Az oszmán diván-költészet rituális és szimbolikus jellegű volt, mely jellegzetességeket nagyrészt a perzsa költészetből vette át. A szimbólumok két csoportra oszthatók, hasonlatra és szembeállításra. Jellegzetes motívumok a díván-versekben a csalogány (bülbül) – rózsa (gül), a világ (cihan / ‘âlem) – rózsakert (gülistan, gülşen) valamint az aszkéta (zâhid) – dervis (derviş) párhuzamok.
Ahogy az a dervis-aszkéta motívumból is érzékelhető, a diván-költészetet ugyanúgy áthatották a szúfi gondolatok, mint a népköltészetet. A diván-költészet további jellegzetessége, hogy – akárcsak a perzsa költészetben – keverednek benne a misztikus, világi és gyakran erotikus elemek.
A diván-költészetben előforduló motívumok gyakorta bonyolultak és szerteágazóak. A csalogány a költő, a szerető szimbóluma, a rózsa vagy rózsakert a szeretett lényt testesíti meg, aki egyszerre létezhet a földi, fizikai rózsakertben, illetve a Paradicsomban, elérhetetlen, távolról imádható kedvesként. Más értelmezésben a csalogány a szúfi dervis, a rózsa pedig Isten, aki az „égi rózsakertben” trónol. A világ motívuma a földi szenvedést szimbolizálja, a rózsakert pedig a Paradicsomot, a mennyországot. A szimbólumok használatára példa a 18. századi költő, Hayatî Efendi egyik verssora:
بر گل مى وار بو گلشن ﻋالمدﻪ خارسز
Bir gül mü var bu gülşen-i ‘âlemde hârsız
(„Van-e rózsa e rózsakert-világban, tövis nélkül?”)
Itt a rózsa tövisével szenvedést okoz a csalogánynak, ahogy egy nő szerelme a szeretőjének. A világ egyszerre földi és égi: rózsakert, melyben a rózsák tövisükkel megszúrhatnak, de ugyanakkor égi is, hisz a rózsakert egyszerre szimbóluma a mennybéli Paradicsomnak.
A diván-költészetet a kezdetekkor erőteljesen áthatották a perzsa nyelv és a perzsa verselési hagyományok. Később, a 16. és 18. század között, nagyrészt olyan költőknek köszönhetően, mint Nesîmî (?–1417?) vagy Ali Şîr Nevâî (1441–1501) a perzsa és török elemek egyensúlyba kerültek. A 19. század elején azonban újra perzsa befolyás alá került az oszmán költészet.
Bár Andrews szerint az oszmán diván-költészet fejlődését nehéz periódusokra osztani vagy szakaszokra bontani, egyes nagy költők nevéhez azonban köthetők bizonyos fejlődési/változási tendenciák:
- Fuzûlî (1483?–1556); különleges költő volt, aki egyszerre tudott oszmán-törökül, perzsául és arabul verset írni, és nem csak a diván-költészetben, de a perzsa költészetben is meghatározó szerepet játszott.
- Bâkî (1526–1600); troposzai (szóképei) jellegzetesek az I. Szulejmán szultán ideje alatt létező diván-költészetben.
- Nef‘î (1570?–1635); a kasîde (a dicshimnusz egy formája) egyik mesterének tartják, ismert még szatirikus verseiről is, melyek miatt aztán kivégezték.
- Nâbî (1642–1712); társadalmi tartalmú verseivel az Oszmán Birodalom stagnálását kritizálta.
- Nedîm (1681?–1730); az Oszmán Birodalom ún. „tulipán korszakának” (lale devri)[12] (1718–1730) kiemelkedő költője, aki a bonyolult oszmán virágnyelvet egyszerűbb, érthetőbb módon használta verseiben.
- Şeyh Gâlib (1757–1799); mevlevi szúfi költő, aki ún. „indiai stílusban” (سبك هندى sebk-i hindî) írt.

#### A diván-költészet a magyar irodalomban
Az oszmán diván-költészet a török hódoltság ideje alatt a magyar költészetre is hatással volt. Arszlán budai pasa, Mehmet bég, és még sokan mások a Magyarországon élő művelt törökök közül foglalkoztak verseléssel. Költőink közül például Balassi Bálintnál fedezhető fel, hogy verseire hatást gyakoroltak a török költemények. Balassi a feljegyzések szerint kiválóan „mívelte” az „ékes” török nyelvet, és fordított is törökből. Költeményei közül többen felfedezhető a török bejtek (párversek) hatása, ilyen például a Ez világ sem kell már nékem és a Minap mulatni mentemben, aminek eredeti török verziója nem maradt fenn teljesen, csupán az első sora, mely így hangzik: „Ben seyrâne gider iken”. A sor tökéletesen megfelel a magyar fordításnak. Balassi témaválasztásában is érezhető az aşık-költészet nyoma.

### Korai oszmán próza
A 19. századig az oszmán próza nem sokat fejlődött. Ennek oka, hogy a prózának akkoriban meg kellett felelnie a sec (سجع, más átiratokban seci), azaz a rímes próza szabályainak, mely az arab saj‘ (monoton rímes próza) egy változata. A szabályok szerint a mondat minden főnevének és melléknevének rímelnie kellett.
Mindezek ellenére léteztek prózai művek, melyek többségükben nem szépirodalmi (tehát fikción alapuló), hanem non-fiction, azaz ismeretközlő jellegűek voltak. A fikciós művek az elbeszélő költeményekre korlátozódtak. A kivételek egyike a krétai Ali Aziz Efendi Muhayyelât című műve, melyet 1796-ban írt, de csak 1876-ban adtak ki, és mely fantasztikus történeteket mesél el. Az ismeretterjesztő irodalom körébe tartozó műfajok:
- târih (تاريخ), azaz történelmi művek, mely műfaj sok neves írót vonultat föl, többek között a 15. századi történész Aşıkpaşazâdét, és a 17. századi Kâtib Çelebit, valamint Naîmât.
- seyâhatnâme (سياحت نامه), azaz útleírások; a legismertebb talán a 17- századi utazó, Evlija Cselebi Seyâhatnâme (Utazások könyve) című műve.
- sefâretnâme (سفارت نامه); az útleírásokhoz hasonló műfaj, mely specifikusan az oszmán nagykövetek útjait meséli el, és melynek egyik legkiválóbb példája Yirmisekiz Mehmed Çelebi nagykövet Paris Sefâretnâmesi című munkája (1718–1720).
- siyâsetnâme (سياست نامه); egyfajta politikai értekezés, mely az állam funkcióit írja le és az uralmon lévőknek ad tanácsot. Egyik korai példája a 11. századi Nizám al-Mulk, Alp Arszlán I. Maliksáh szeldzsuk szultánok nagyvezírjének Szijászatnáme című, perzsa nyelvű műve.
- tezkîre (تذکره); fontos személyek rövid életrajzait összegyűjtő művek; ilyen például a Latîfî és az Aşık Çelebi által írt tezkiretü'ş-şuarâ (تذكرة الشعرا) – vagyis költő-életrajzok a 16. századból.
- münşeât (منشآت), a nyugati belles lettres (szépirodalom) műfajához hasonló írások és levelek
- münâzara (مناظره), filozófiai vagy teológiai témájú vitatkozások gyűjteménye

### Nyugati hatások a 19. században
A 19. század elejére az Oszmán Birodalmat már régóta „Európa beteg embereként” ismerték. Bár a helyzetet próbálták javítani, a janicsárok hatalma megakadályozott bármiféle reformkísérletet (tanzîmât), egészen 1826-ig, amikor a janicsár-intézményt II. Mahmud szultán eltörölte.
Az effektív reformokat 1839 és 1876 között vezették be, az úgynevezett tanzimat–korszakban, amikor is az oszmán rendszereket francia mintára elkezdték átszervezni. A tanzimat–reformok célja a birodalom modernizálása és a külföldi beavatkozás megelőzése volt.
A reformokkal egyidőben a birodalommal együtt haldokló török irodalom is a fejlődés útjára lépett. A változások két csoportra oszthatóak: egyrészt megreformálták az írott nyelvet, másrészt pedig az oszmán irodalom számára addig ismeretlen műfajok is megjelentek.
A reformerek azért látták szükségesnek az irodalmi nyelv fejlesztését, mert nézeteik szerint az oszmán török nyelv elvesztette igazi célját, és nem volt már képes irodalmi kifejezésre. Egyre jobban elvált az eredeti török nyelvtől, mind jobban átszőtték az arab és perzsa tradíciók, és már nem csak a használt szavak, de a nyelvtan terén is, bár ezt később néhány kutató megkérdőjelezte. Mindemellett, egyre inkább előtérbe került a népköltészet, az egyszerűbb anatólai tradíciókat kezdték többre értékelni a főváros diván-költészeténél. Ezt a változást szorgalmazta például a költő Ziya Pasa (1829–1880) is:
A mi nyelvünk nem oszmán, hanem török. Ami a mi verselésünket hitelessé teszi, az nem a gazel, vagy a kasîde, hanem a kayabaşı, az üçleme és a çöğür, melyeket némely költőnk megvet, nyersnek tart. De hagyjuk, hogy azok, kik e tehetségnek birtokában vannak, erőfeszítéseikkel [a változás útjára] lépjenek, s míly hatalmas egyéniségek fognak születni!

Namık Kemal

Ziya Pasa felhívásával egyidőben új műfajok jelentek meg az oszmán irodalomban, elsősorban a regény és a novella. Az újítási folyamat 1861-ben kezdődött, amikor Yusuf Kâmil pasa, Abdul-Aziz szultán nagyvezíre lefordította François Fénelon 1699-ben íródott regényét, a Telemachos kalandjait (Les aventures de Télémaque). 11 évvel később, 1872-ben jelent meg Şemseddin Sâmi (1850–1904) Taaşuk-u Tal'at ve Fitnat (تعشق طلعت و فطنت; Tal'at és Fitnat szerelmes) című műve, melyet széles körben az első török regényként tartanak számon. Az egyik ilyen mű Ali Aziz Efendi Muhayyelât című munkája. Egy másik példa az örmény Vartan Pasa (Hovsep Vartanian) Akabi Hikâyesi (Akabi története) című műve, melyet örmény betűkkel publikáltak 1851-ben. Andreas Tietze szerint ez volt az örmény közönség számára írt első regény, melyet Törökországban adtak ki. (Gökalp, 188) A regény és a novella megjelenése a török irodalomban értelmezhető annak a folyamatnak a kezdeteként, mely a török kultúra nyugatosítására irányult, ésind a mai napig tart.
Mivel Törökországnak leginkább Franciaországgal volt szorosabb kapcsolata – köszönhetően többek között az 1854-es krími háborúnak –, így a francia irodalom volt a legnagyobb hatással a nyugatiasodás folyamatában a 19. század második felében. Így a francia irodalomban végbemenő változások ugyanabban az időben az török irodalomban is végbementek. A tanzimat-korszak ideje alatt jelent meg például a romantika hatása, később pedig a realizmus és a naturalizmus. A költészetre  a szimbolizmus és a parnasszizmus hatott leginkább.
A tanzimat-korszak íróinak többsége egyszerre több műfajban is tevékenykedett: Namık Kemal költő például 1876-ban regényt jelentetett meg İntibâh (انتباه; Ébredés) címmel, míg az újságíró Şinasi (1826–1871) írta az első modern török színdarabot, a Şair Evlenmesi" (شاعر اولنمسى; A költő házasodása) című komédiát 1860-ban. Volt olyan író, aki egy műfajon belül több korszakban is tevékenykedett: Ahmed Midhat Efendi (1844–1912) Hasan Mellâh yâhud Sırr İçinde Esrâr (1873; Hasan a tengerész, avagy titokzatosság a titokzatosságban) című regénye a romantika jegyében született, Henüz On Yedi Yaşında (1881, Még csak tizenhét éves) című munkája a realizmus jegyeit viseli, míg Müşâhedât (1891; Megfigyelések) című regénye a naturalizmus korszakában született. Ez a változatosság annak volt köszönhető, hogy a tanzimat-korszak írói az új műfajokból annyit kívántak elsajátítani, amennyit csak lehetett, hogy így hozzájárulhassanak az oszmán kultúra megújításához.
A korszak érdekessége volt a tanzimat-korszak vége felé megjelentek az első török női költők és írók is. Köztük jelentős Nigâr Hanım török költőnő, emigráns magyar apa leánya, aki első török nőként, nyugati stílusban írt verseskötet.

## A török irodalom a 20. század elején
A modern török irodalom alapjai 1896 és 1923 között formálódtak, vagyis az első kollektív irodalmi mozgalom alapítása és a köztársaság létrejötte közötti időszakban. Három mozgalmat különböztethetünk meg:
- Edebiyyât-ı Cedîde (ادبيات جدیده; Új Irodalom) mozgalom
- Fecr-i Âtî (فجر آتى; A Jövő Hajnala) mozgalom
- Millî Edebiyyât (ملى ادبيات; Nemzeti Irodalom) mozgalom

### Az Új Irodalom mozgalom

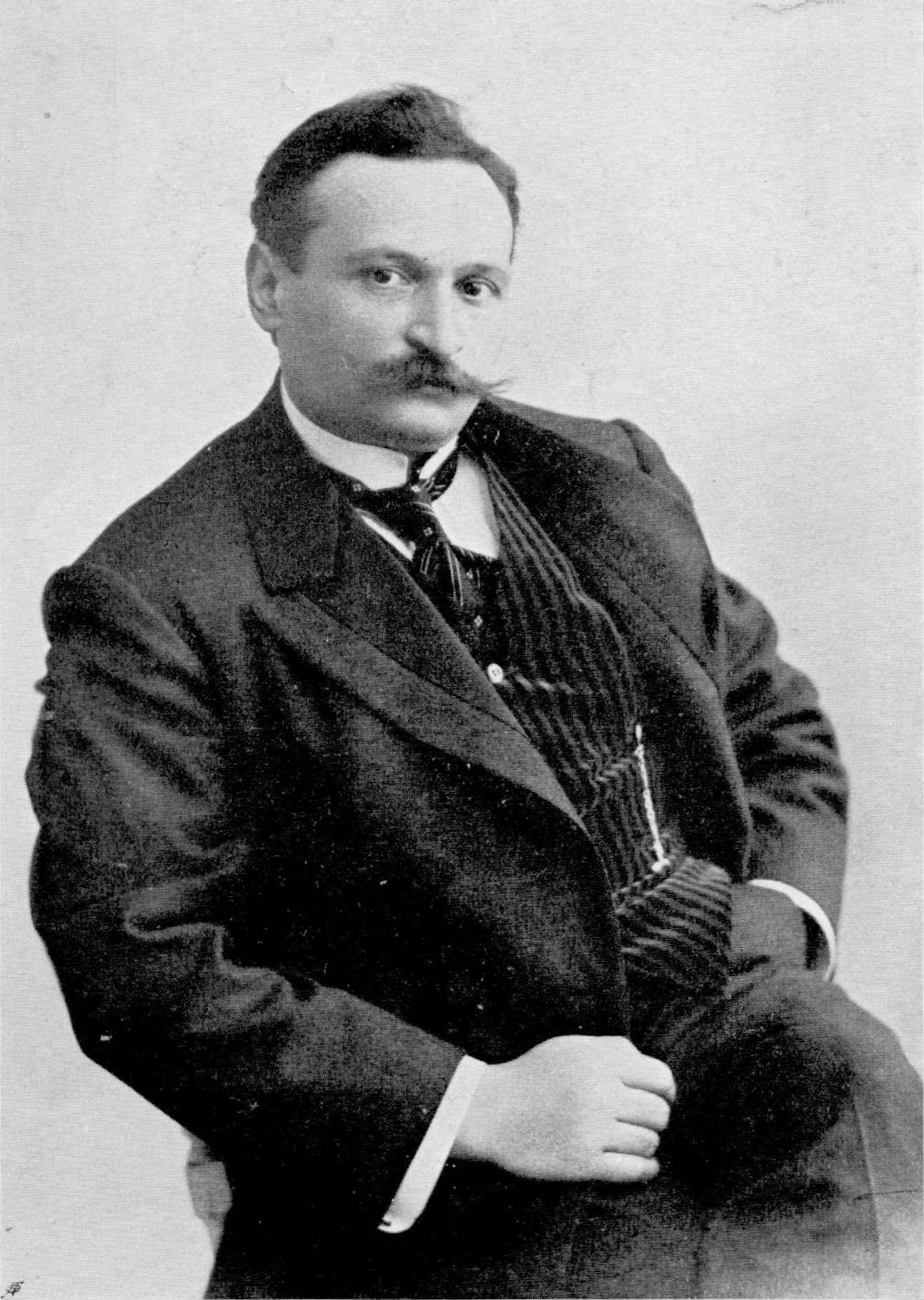
Tevfik Fikret (1867–1915), költő; a Servet-i Fünûn folyóirat szerkesztője

Az Edebiyyât-ı Cedîde, vagyis az Új Irodalom mozgalom 1891-ben jött létre a Servet-i Fünûn (ﺛﺮوت ﻓﻨﻮن; Tudományos gazdagság) című folyóirat alapításával, mely az intellektuális és tudományos fejlődés elkötelezettje volt, nyugati mintára. A folyóirat, Tevfik Fikret (1867–1915) költő irányítása alatt, nyugati példa alapján igyekezett bevezetni az ún. magasművészet fogalmát a török művészetekbe. A mozgalom költőinek művészetét erősen befolyásolta a francia parnasszizmus, illetve az úgynevezett dekadens költészet (Baudelaire, Rimbaud). A csoportosulás íróira, mint például Halid Ziya Uşaklıgil (1867–1945) viszont leginkább a realizmus hatott. Mehmed Rauf író (1875–1931) volt az első a török irodalomban, aki pszichológiai regényt írt, Eylül (Szeptember) címmel, 1901-ben. A mozgalom nyelve továbbra is az oszmán török volt.
1901-ben, a franciából fordított Edebiyyât ve Hukuk (ادبيات و ﺣﻘﻮق; Az irodalom és a jog) című cikk miatt a folyóiratot II. Abdul-Hamid kormánya beszüntette és cenzúrát vezetett be. Bár a szüneteltetés hat hónapig tartott, időközben a társaság írói külön utakra indultak, így az Edebiyyât-ı Cedîde mozgalom véget ért.

### A Jövő Hajnala mozgalom
A Servet-i Fünûn folyóirat 1909. február 24-én megjelent számában egy csoport fiatal író, akik hamarosan Fecr-i Âtî (A Jövő Hajnala) néven váltak ismertté, megjelentette manifesztumát, melyben kifejtették egyet nem értésüket az Edebiyyât-ı Cedîde mozgalommal, mottójuk szerint ugyanis  „a művészet személyes és szent” (Sanat şahsî ve muhteremdir). Bár hitvallásuk jelmondata alig különbözött Théophile Gautier híres l'art pour l'art (művészet a művészetért) elvétől, a csoport arra törekedett, hogy megszabadítsa a török irodalmat a nyugati formák és stílusok puszta átvételétől, erőszakolásától, és megpróbáltak létrehozni egy megkülönböztethetően török sajátosságokkal bíró irodalmat. A mozgalom azonban sohasem definiálta pontosan céljait és a megvalósítás eszközeit, így néhány éven belül feloszlottak. A mozgalom két jelentős alakja a költő Ahmed Hâşim (1884–1933) és az író Yakup Kadri Karaosmanoğlu (1889–1974).

### A Nemzeti Irodalom mozgalom

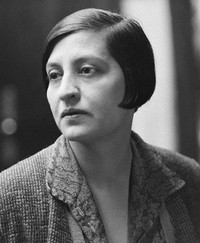
Halide Edib Adıvar, feminista regényírónő

1908-ban II. Abdul-Hamid oszmán szultán bevezette az alkotmányos monarchiát, ahol a parlament tagjai szinte kivétel nélkül ifjútörökök voltak. Az ifjútörökök (Jön Türkler) az autokrata oszmán kormány ellen léptek fel, hamarosan pedig erősen nacionalista irányvonalat vettek. Ezzel egyidőben alakult ki a török (vagy még inkább pántörök) nemzet (millet) fogalma, a nemzeti összetartozás felismerése, mely az irodalomra is kihatott, létrehozván a Nemzeti Irodalmat (millî edebiyyât). Ekkor történt meg, hogy az írók és költők szinte teljesen elfordultak a perzsa és arab befolyás alatt álló oszmán török nyelvtől és az ország irodalmára immár török, és nem oszmán irodalomként hivatkoztak.
A mozgalom először a Genç Kalemler (Fiatal Tollak) folyóirat köré szerveződött, melyet Selânik városában, 1911-ben alapított három író: Ziya Gökalp (1876–1924) szociológus és gondolkodó, Ömer Seyfettin (1884–1920) novellaíró és Ali Canip Yöntem (1887–1967) költő. A folyóirat első számában megjelent Yeni Lisan (Új nyelv) című cikkben a szerkesztők rámutattak, hogy az előző mozgalmak vagy a keleti (oszmán diván-irodalom) vagy a nyugati mintát vették alapul, és egyiknek sem jutott eszébe, hogy Törökországból merítsenek ihletet. Később ez lett a mozgalom első számú célja.
A lényegében nacionalista Genç Kalemler hamarosan soviniszta jelleget öltött, ezért néhány író – akik közül sokan, például Yakup Kadri Karaosmanoğlu, a Fecr-i Âtî tagjai voltak korábban – kivált a Nemzeti Irodalom mozgalmából, hogy ellenálljon ennek az irányvonalnak. A mozgalom ezen, kevésbé jobboldali ágának jelentős személyei például a költő Mehmet Emin Yurdakul (1869–1944), a feminista Halide Edip Adıvar írónő (1884–1964) és a novella- és regényíró Reşat Nuri Güntekin (1889–1956).

## A függetlenségi háború utáni irodalom
Miután az első világháborúban az Oszmán Birodalom vereséget szenvedett, a győztes antant hatalmak elkezdték feldarabolni a birodalom külső szegleteit, majd magát Törökországot is befolyási övezetekre bontották. Ezt megakadályozandó, a háborús hősként tisztelt Mustafa Kemal Atatürk tábornok (1881–1938) a Török Nemzeti Mozgalom élén függetlenségi háborút indított az országot ellenőrzés alatt tartó nyugati hatalmak ellen, mely 1919-től 1923-ig tartott. A háború vége az Oszmán Birodalom végét is jelentette egyben, az antant csapatokat kiszorították az országból és 1923-ban megalakult a Török Köztársaság.
A köztársaság irodalma nagyrészt a függetlenség előtti Nemzeti Irodalom mozgalom alapjain nyugodott, egyaránt merített azonban a török népművészetből és a nyugati haladó irányzatokból. A török irodalom egyik fordulópontját jelentette az 1928-as év, amikor Mustafa Kemal, később Kemal Atatürk, eltörölte az arab betűs írást, és bevezette az új, latin betűs török ábécét. Ez, illetve az oktatási rendszerben végbement változások hozzájárultak ahhoz, hogy drasztikusan csökkenjen az írástudatlanok száma az országban.

### Próza
A köztársaság első éveinek prózájára stilisztikai szempontból a Nemzeti Irodalom mozgalom jegyei voltak jellemzőek, dominált a realizmus és a naturalizmus. A korszak csúcspontját Yakup Kadri Karaosmanoğlu 1932-ben írt Yaban (Vadak) című regénye jelentette. Ez a regény tekinthető annak a két irányvonalnak az előfutáraként, melyek később jelentek meg a török irodalomban: a társadalmi realizmus és a „falusi regény” (köy romanı).
A társadalmi realizmus mozgalmát talán Sait Faik Abasıyanık novellaíró (1906–1954) képviseli leginkább, aki érzékenyen és realisztikusan ábrázolta a kozmopolita Isztambul munkásosztályát és etnikai kisebbségeit; témaválasztását a kor nacionalista légkörében sok kritika érte. A „falusi regény” fogalma valamivel később jelent meg. Ahogy elnevezése is sugallja, a falusi regény főként Törökország falvainak, kisvárosainak életét ábrázolja realisztikus módon. A műfaj jelentős alakja Kemal Tahir (1910–1973), Orhan Kemal (1914–1970) és Yaşar Kemal (1923–2015). Yaşar Kemal nemcsak regényeivel – mint például az 1955-ös İnce Memed (Sovány Mehmed) – vált ismertté külföldön is, hanem erősen baloldali politikai nézeteivel is. A műfaj másik kiemelkedő alakja a szatirikus novellákat író Aziz Nesin (1915–1995).

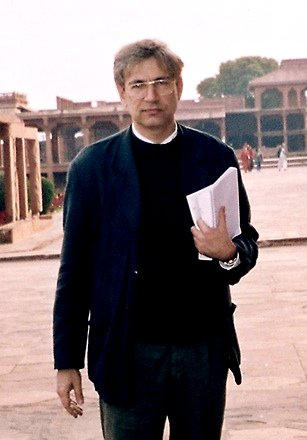
Orhan Pamuk, Nobel-díjas török író

Bár nem tartozott egyik irányzathoz sem, a társadalmi realizmus és a falusi regény íróinak kortársa volt Ahmed Hamdi Tanpinar (1901–1962), esszéista-költő, aki regényeket is írt, melyek a Kelet és a Nyugat kultúráinak összecsapását dramatizálták a török társadalomra vetítve. Ilyen regénye például a Huzur (Csend, 1949) és a Saatleri Ayarlama Enstitüsü (Az Időszabályozó Intézet, 1961). Hasonló problémakörrel foglalkoznak Oğuz Atay (1934–1977) novellista-regényíró munkái is – például a Tutunamayanlar (Vesztesek, 1971–1972) című regénye, illetve a Beyaz Mantolu Adam (A fehér kabátos férfi, 1975) –, bár Atay erőeljesen modernista és egzisztencialista stílusban írt. Onat Kutlar (1936–1995) İshak (Izsák, 1959) című, kilenc novellát tartalmazó kötete pedig a mágikus realizmus egyik kiváló példája. A műben az író egy gyermek szemén át láttatja a világot.
Az irodalmi modernizmus egyik követője Adalet Ağaoğlu (1929–) írónő. Dar Zamanlar (Szűkös idők, 1973–1987) című trilógiája a török társadalomban az 1930-as és 1980-as évek között végbement változásokat vizsgálja, formailag és elbeszéléstechnikailag innovatív módon. Orhan Pamuk (1952–), aki 2006-ban irodalmi Nobel-díjat kapott, hasonlóan innovatív író, bár műveire – mint a Beyaz Kale (A fehér vár), a Kara Kitap (A fekete könyv) vagy az 1998-ban íródott Benim Adım Kırmızı (Nevem: Vörös) – inkább jellemző a posztmodernizmus, mint a modernizmus. Ez igaz Latife Tekin (1957–) írónő munkásságára is, akinek első regénye, a Sevgili Arsız Ölüm (Kedves szégyentelen halál, 1983) nem csak a posztmodernizmus, de a mágikus realizmus jegyeit is mutatja.

### Költészet

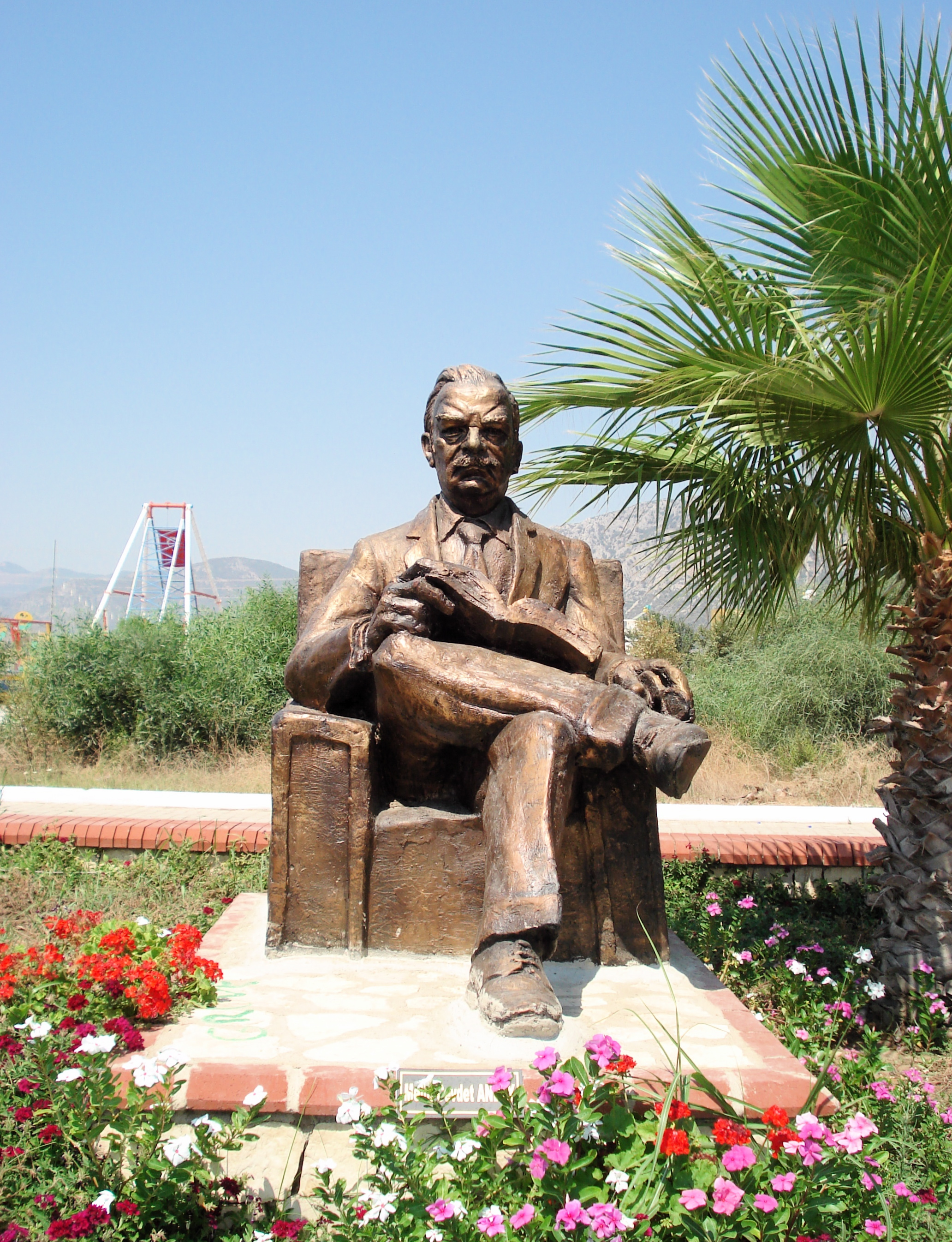
Melih Cevdet Anday költő szobra Muğlában.

A Török Köztársaság első éveiben több költészeti irányvonal is jelen volt. Az olyan költők, mint Ahmed Hâşim és Yahyâ Kemâl Beyatlı (1884–1958) folytatták az oszmán török hagyományokat. A költők többsége azonban a korszakra jellemző szillabikus költészet (Beş Hececiler; am. öt szótagosok) jegyében írt, mely tradíció a Nemzeti Irodalom mozgalmából ered, patrióta témákat dolgoz fel a török népköltészetre jellemző szillabikus (szótagoló) formában.
Az első radikális eltávolodás ettől az irányzattól Nâzım Hikmet költészetében fedezhető fel, akire erősen hatott Majakovszkij munkássága (Hikmet 1921 és 1924 között a Szovjetunióban tanult). Az orosz költő versei inspirálták Hikmetet arra, hogy kevésbé formális stílusban írjon. Ekkor született az Açların Gözbebekleri (Az éhesek pupillái) című költeménye, mely bevezette a szabad vers fogalmát a török irodalomba. Bár Hikmet folytatta a szabad verselést, hatása a török költészettre csak később érvényesült, mivel munkáit erősen cenzúrázták, a költő kommunista politikai nézetei miatt; Hikmet több évet ült börtönben is politikai hovatartozása miatt.
A török költészet újabb forradalma 1941-ben zajlott le a Garip (Fura) című verseskötet és az azt megelőző esszé megjelenésével. Alkotói Orhan Veli (1914–1950), Melih Cevdet Anday (1915–2002) és Oktay Rifat (1914–1988). Éles ellentétben a török költészet korábbi irányzataival egy populáris művészet kialakítására törekedtek, „hogy felfedezzék az emberek ízlését, meghatározzák azt, és uralkodóvá tegyék azt a művészet fölött”. Olyan kortárs költők hatottak rájuk, mint a francia Jacques Prévert, felhasználták Nâzım Hikmet szabad versformáját, a kötetlen társalgási nyelv szavait, hétköznapi dolgokról, hétköznapi kisemberekről írtak. A fogadtatás kétpólusú volt: az akadémikusok és az idősebb költők elítélték, a nagyközönség pedig keblére ölelte őket. Bár a mozgalom mindössze tíz évet élt meg (Orhan Veli 1950-ben bekövetkezett haláláig tartott), hatása a török költészetre a mai napig is érezhető.
Ahogy a Garip-mozgalom a korábbi költészet ellen lépett fel, úgy az 1950-es években létrejött irányzat a Garip-mozgalom ellen jött létre. Az İkinci Yeni (Második Új) néven ismert költők felléptek a költészetben megjelenő társadalmi jelenségek ellen, a dadaizmus és a szürrealizmus hatása alatt, eltorzított és meglepő nyelvi jelenségekkel, bonyolult képi elemekkel és asszociációkkal egy sokkal absztraktabb költészet létrehozására törekedtek. Az irányzat jelentősebb alakjai közé tartozik Turgut Uyar (1927–1985), Edip Cansever (1928–1986), Cemal Süreya (1931–1990), Ece Ayhan (1931–2002), Sezai Karakoç (1933–) és İlhan Berk (1918–2008).
A Garip– és a Második Új–mozgalmakon kívül olyan jelentős költők is tevékenykedtek, mint Fazıl Hüsnü Dağlarca (1914–2008), aki olyan alapvető témákhoz nyúlt, mint az élet, a halál, Isten, az idő és a kozmosz; Behçet Necatigil (1916–1979), kinek allegórikus költeményei a középosztály problémáival foglalkoznak; Can Yücel (1926–1999), aki – amellett, hogy maga is költő volt – számos világirodalmi művet fordított törökre; valamint İsmet Özel (1944–), kinek korai költészete erőteljesen baloldali politikai jegyeket viselt, de aki az 1970-es évek óta erős misztikus és iszlámista hatások alatt ír.

### Magyarul
- A török népköltészetről
- Bektasi tréfák magyarul

### Angolul
- Encyclopedia of Turkish Authors— A Török Kulturális és Turisztikai Minisztérium enciklopédiája
- Contemporary Turkish Literature— Az isztambuli Boszporusz Egyetem fordítás-gyűjteménye
- Turkish Poetry in Translation
- Turkish Cultural Foundation
- Selected Literatures and Authors Page: Turkish Literature
- Guest of Honour Frankfurt Bookfair 2008

### Törökül
- Divan Edebiyatı— A diván-költészetről
- Uysal-Walker Archive of Turkish Oral Narrative— A Texasi Műszaki Egyetem archívuma